# Catépanat d'Italie
Le catépanat d'Italie (ou catépanat de Bari ou encore catépanat des Pouilles) est un territoire byzantin d'Italie méridionale, placé au Moyen Âge sous l'autorité de l'Empire romain d'Orient dont la capitale était Constantinople. 
En 898, les troupes byzantines vainquirent et chassèrent les Sarrasins d'Italie continentale méridionale. Elles y érigèrent le thème de Lombardie gouverné par un officier plénipotentiaire appelé « patrice » puis « catépan », établi à Bari, cité qui avait été le dernier siège de l'exarque de Ravenne. Le catépanat comprenait principalement des territoires d'Italie méridionale situés au sud d'une ligne reliant le mont Gargan au golfe de Salerne. Bien que situées au bord de cette ligne, Amalfi et Naples restèrent fidèles à Constantinople dans le cadre du catépanat. Ces territoires de l'Italie médiévale rattachés à l'Empire romain d'Orient (dit « byzantin » depuis 1557) représentent (comme l'Espagne byzantine et l'Afrique byzantine avant eux) la partie de langue officielle et liturgique latine, de tradition latine et de rite latin de l'Empire byzantin.
En 1017, quelques aventuriers normands, lors d'un pèlerinage à Monte Sant'Angelo sul Gargano où était honoré saint Michel, prêtèrent main-forte aux cités lombardes d'Apulie en lutte contre les Romains d'Orient (aujourd'hui appelés « Byzantins »). Jusqu'en 1030, ces Normands se comportèrent en simples mercenaires, louant leurs services aux plus offrants, soit Lombards, soit Byzantins. Mais en l'an 1030, Serge de Naples leur octroya un premier domaine en attribuant à leur chef Rainulf Ier la forteresse d'Aversa.
Les Normands commencèrent alors une politique de conquête territoriale systématique pour leur propre compte, faisant venir de Normandie Guillaume Bras de Fer et Drogon de Hauteville, les deux fils aînés d'un hobereau du Cotentin, Tancrède de Hauteville. Les deux frères se joignirent à l'attaque organisée pour prendre l'Apulie aux Byzantins. En 1040, ceux-ci avaient perdu la presque totalité de la province. Malgré une victoire du stratège Nicéphore Carantinos en 1070 à Brindisi, Bari fut enlevée en avril 1071, puis les Byzantins furent complètement chassés d'Italie. 
C'était la fin définitive de leur présence dans cette partie de leur ancien empire, et aussi le début d'une série de guerres entre Normands et Byzantins. Pour les Normands, c'était le début d'une domination durable en Italie, qui allait connaître son apogée à la fondation du royaume de Sicile.

## Liste des patrices
- 876 - 880 : Grégoire
- 880 - 882 : Procope
- 882 - 885 : Étienne Massenzius
- 885 - 886 : Nicéphore Phocas l'Aîné
- 886 - 887 : Theophylacte
- 887 - 888 : Constantin
- 888 - 891 : Georges (1)
- 891 - 892 : Sympaticus Protospathaire
- 892 - 894 : Georges (2)
- 894 - 895 : Barsace
- 896 - 905 : Melissène
- 905 - 911 : Joannice Protospathaire
- 911 - 915 : Nicolas Picinglius
- 915 - 921 : Orsolée
- 922 - 936 : Anastase
- 937 - 939 : Basile Kladon
- 940 - 943 : Limnogalacte
- 943 - 950 : Pascal Protospathaire
- 950 - 955 : Malacine
- 950 - 962 : Marianos Argyre
- 963 - 969 : Nicéphore Hexacionite
- 969 – 970 : Eugène

## Liste des catépans
- 970 – 975 : Michel Abidelas
- 975 – 982 : Romain (1)
- 982 – 985 : Kalokyros Delphinas
- 985 – 988 : Romain (2)
- 988 – 998 : Jean Ammiropoulos
- 999 – 1006 : Grégoire Tarchaniote
- 1006 – 1008 : Alexis Xiphias
- 1008 – 1010 : Jean Courcouas
- 1010 – 1016 : Basile Mesardonite
- 1017 – 1017 : Léon Tornikios
- 1017 – 1027 : Basile Boïoannès
- 1027 – 1029 : Christophe Bourgaris
- 1029 – 1031 : Pothos Argyros
- 1031 – 1033 : Michel Protospathaire
- 1033 – 1038 : Constantin Opus
- 1038 – 1039 : Michel Spondylès
- 1039 – 1040 : Nicéphore Dokeianos
- 1040 – 1041 : Michel Dokeianos
- 1041 – 1042 : Exauguste Boïannès
- 1042 – 1042 : Synodine
- 1042 – 1042 : George Maniakès
- 1042 – 1042 : Parde
- 1042 – 1045 : Basile Théodorocane
- 1045 – 1046 : Eustache Palatin
- 1046 – 1049 : Jean Raphaël
- 1050 – 1058 : Argyre
- 1059 – 1060 : Miriarche
- 1060 – 1061 : Maroule
- 1062 – 1063 : Siriane
- 1063 - 1064 : Abulcharès
- 1064 – 1066 : Pérenne
- 1066 – 1069 : Michel Maurex
- 1069 – 1071 : Avartutèle
- 1071 – 1071 : Étienne Paterain